# Nobu Matsuhisa

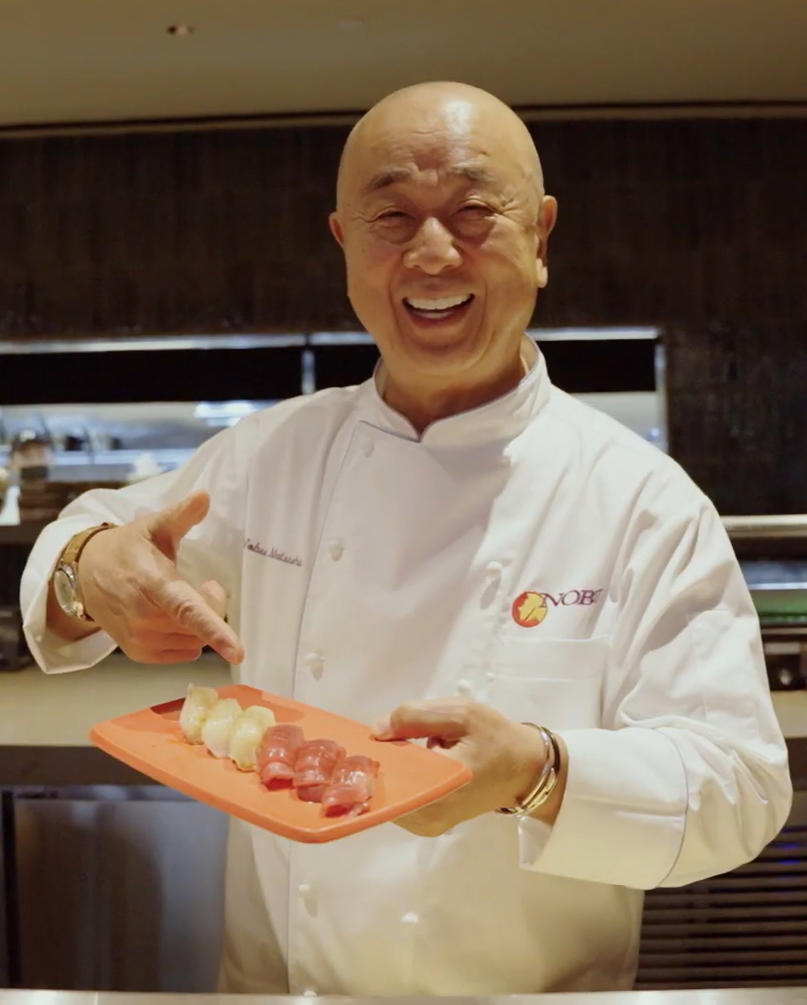
Nobu Matsuhisa, 2023

Nobuyuki „Nobu“ Matsuhisa (jp. 松久 信幸 Matsuhisa Nobuyuki; * 10. März 1949 in Saitama) ist ein japanischer Koch, Autor, Hotelier und Inhaber der mehrfach mit einem Michelin-Stern ausgezeichneten Restaurantkette Nobu. Matsuhisa ist bekannt für seine Fusionsküche, in welcher er traditionelle japanische Gerichte mit peruanischen Zutaten kombiniert.

## Leben
Nobu Matsuhisa wurde in Saitama, der nördlichen Nachbarpräfektur von Tokio geboren. Als er acht Jahre alt war, starb sein Vater bei einem Motorradunfall und Matsuhisa und seine beiden älteren Brüder wurden von seiner Mutter aufgezogen. Nach dem Tod ihres Mannes begann Matsuhisas Mutter, mit ihren Kindern die Welt zu bereisen. Matsuhisa lernte viele verschiedene Kulturen kennen, erlebte aber aus erster Hand auch die Ausmaße von Armut und Hunger. Diese frühen Erfahrungen beeinflussten ihn maßgeblich in seinem späteren Leben. Nach seinem Schulabschluss begann Matsuhisa, der sich bereits im Kindesalter für das Kochen interessiert hatte, eine Lehre im Sushi-Restaurant Matsue Sushi in Shinjuku, Tokio. Wie es in traditionellen japanischen Restaurants zu der Zeit üblich war, wurde Matsuhisa anfangs lediglich als Tellerwäscher und Reinigungskraft eingesetzt, bevor er sich in den Jahren hocharbeitete und schließlich zum Sushi-Meister ausgebildet wurde.
Nach sieben Jahren im Matsue Sushi wurde Matsuhisa von einem peruanischstämmigen Stammkunden gefragt, ob er sich vorstellen könne, mit ihm zusammen ein japanisches Restaurant in Peru zu eröffnen. 1973 nahm er das Angebot an und zog nach Lima, wo sie zusammen das Restaurant Matsue  eröffneten. Matsuhisa konnte viele seiner aus Japan gewohnten Produkte und Zutaten in Peru nicht bekommen und war daher gezwungen zu improvisieren. Hier entwickelte sich sein typischer Kochstil, bei dem er peruanische Zutaten in japanische Gerichte integrierte. Aus wirtschaftlichen Gründen musste das Restaurant drei Jahre später schließen und Matsuhisa reiste nach Argentinien, um dort ein Restaurant zu eröffnen. Nach der Ankunft erkannte er jedoch schnell, dass es in Argentinien weder qualitativ hochwertigen Fisch, noch ausreichend Kunden für ein Sushirestaurant gab, und Matsuhisa reiste in die USA. Dort  eröffnete er in Anchorage, Alaska, sein eigenes Restaurant, welches 15 Tage nach der Eröffnung aufgrund eines Elektrobrands vollständig abbrannte.
1977 zog Matsuhisa nach Los Angeles, Kalifornien, wo er mehrere Jahre in den japanischen Restaurants Mitsuwa und Oshou als angestellter Koch und Küchenchef arbeitete. 1987 eröffnete er auf dem La Cienega Boulevard in Los Angeles sein eigenes Restaurant, das nach ihm benannte Matsuhisa. Hier lernte Matsuhisa den Schauspieler Robert De Niro kennen, der Stammgast in seinem Restaurant war und Matsuhisa überzeugte, ein weiteres Restaurant in New York City zu eröffnen.
Am 17. September 1994 legte Matsuhisa den Grundstein für seine Restaurantkette nobu, als er mit seinen Partnern Robert De Niro, Drew Nieporent und Meir Teper das erste „Nobu“ in Tribeca, New York eröffnete.

## Restaurants
Derzeit (Stand Januar 2022) existieren weltweit 52 Restaurants der Kette nobu in 22 Ländern. In den Restaurants wird Matsuhisas typische japanisch-peruanische Fusionsküche serviert. Das Signature Dish ist mit Miso glasierter Black Cod. Fünf seiner Restaurants sind derzeit mit einem Michelin-Stern ausgezeichnet.

## Hotels
Das erste Nobu-Hotel wurde 2013 vom selben Joint Venture, welches auch die nobu-Restaurants betreibt, im Caesars Palace Kasino in Las Vegas, Nevada, eröffnet. Zwei Jahre später, im Mai 2015, wurde in der City of Dreams in Manila, Philippinen das erste internationale Hotel eröffnet. Im Oktober 2015 kaufte der australische Milliardär James Packer einen Anteil von 20 % an der Betreibergesellschaft für 100 Millionen US-Dollar. Derzeit (Stand Januar 2022) existieren 13 nobu-Hotels in 9 Ländern.

## Filme
Matsuhisa ist als Nebendarsteller in drei Filmen aufgetreten: mit seinem damaligen Geschäftspartner Robert De Niro in Casino (1995), in Austin Powers in Goldständer (2002) und in Die Geisha (2005).

## Bücher
- Nobuyuki Matsuhisa, Robert De Niro: Nobu: The Cookbook. 2001, ISBN 4-7700-2533-5 (englisch).
- Nobu Matsuhisa, Mark Edwards: Nobu West. 2007, ISBN 978-0-7407-6547-6 (englisch).
- Nobuyuki Matsuhisa: Nobu Now. 2005, ISBN 0-307-23673-0 (englisch).
- Nobu Matsuhisa: Nobu Miami: The Party Cookbook. 2008, ISBN 978-4-7700-3080-1 (englisch).
- Nobu Matsuhisa: Nobu's Vegetarian Cookbook. 2012, ISBN 978-4-89444-905-3 (englisch).
- Nobu Matsuhisa: Nobu: A Memoir. 2014, ISBN 978-1-5011-2279-8 (englisch).
- Nobuyuki Matsuhisa: World of Nobu. 2019, ISBN 978-4-7562-5147-3 (englisch).